# Підгора Володимир Петрович
Володимир Петрович Підго́ра (2 серпня 1940, Київ — 18 грудня 2005, Київ) — український мистецтвознавець; член Спілки радянських художників України з 1982 року. Заслужений діяч мистецтв України з 2001 року.

## Біографія
Народився 2 серпня 1940 року в місті Києві (нині Україна). У 1965—1966 роках навчався у Московському літературному інституті; 1969 року закінчив Московський університет.
Після здобуття вищої освіти працював у Києві в Українському спеціалізованому науково-реставраційному управлінні Держбуду України, згодом, до 1982 року, в Інституті «Укрпроєктреставрація»; у 1982—1984 роках — у Київському художньому інституті; у 1982—1997 роках — в редакції журналу «Образотворче мистецтво» та з 1997 року — в редакції газети «Культура і життя».
Мешкав у Києві в будинку на вулиці Маршала Тимошенка, № 4А, квартира № 87 та у будинку на вулиці Лайоша Гавро, № 4, квартира № 130. Помер у Києві 18 грудня 2005 року.

## Наукова діяльність
Вивчав архітектуру минулого в різних частинах України. Автор публікацій про українських митців, зокрема в США, Канаді й Польщі:
- «Грані творчості Феодосія Гуменюка» / Народна творчість та етнографія, 1991, № 5;
- «Синтез мистецького мислення Андрія Антонюка» / Сучасність, 1992, № 2;
- «Світовий феномен мистецтва Задорожного» / Культура і життя, 1995, № 36;
- «Його книжки урочисті, святкові: [Про лауреата Національної премії Т. Шевченка Л. Андрієвського]» / Вечірній Київ, 1995, 4 березня;
- «Виставка і альбом строїв Людмили Семикіної» / Мистець, 1997, № 1;
- «Альбом акварелей академіка Солнцева» / Київська старовина, 1998, № 3;
- «Сучасність неперебутньої традиційності: [Про народну малярку Марію Приймаченко]» / Культура і життя, 1999, № 1;
- «Хист і сила духу: Творчий портрет Василя Забашти» / Свобода, 1999, 23 липня.

праці
- «Виставка творів Івана Батечка. Графіка. Живопис: Каталог» (1977);
- «Крізь віки. Київ в образотворчому мистецтві ХІІ—ХХ століть. Живопис. Графіка: Альбом» (1982, у співавторстві з Юрієм Белічком);
- «Виставка акварелей та графіки «По рідній країні» заслуженого художника УРСР Олександра Губарєва: Запрошення» (1983);
- «Київський університет. 1834—1984: Книга-альбом» (1984);
- «Федір Коновалюк (1890—1984). Живопис: Каталог виставки творів» (1987);
- «Дзвони Чорнобиля. Петро Ємець» / Спецвипуск тижневика «Андріївський узвіз», 1991;
- «Леся Тищенко: Каталог виставки творів» (1992);
- «Станіслав Петрашевський (1935—1996). Живопис: Каталог виставки творів» (1997);
- «Василь Забашта і відродження школи українського пейзажу-картини: Альбом-каталог» (1999);
- «Світовид. Живопис, скульптура, графіка: Альбом» (1999);
- «Ніна Божко. Живопис. Графіка: Альбом-каталог» (2000);
- «Микола Сіробаба. Живопис. Віра Сіробаба-Климко. Кераміка: Альбом» (2000).

Автор:
- комплектів листівок «Українські народні типажі в малюнках Івана Гончара» (1990; 1991);
- книги перекладів поезій з російської мови українською «Николай Черныш. Синтезированный полиптих» (1993);
- календарів, каталогів виставок творів;
- 19-ти статей до Енциклопедії сучасної України[4].

## У мистецтві
У 1989 році олійний портрет науковця написала українська художниця Ніна Божко.